# Theope drepana
Theope drepana är en fjärilsart som beskrevs av Bates 1868. Theope drepana ingår i släktet Theope och familjen Riodinidae. Inga underarter finns listade i Catalogue of Life.